# Adam Iossifowitsch Ditrich
Adam Iossifowitsch Ditrich (russisch Адам Иосифович Дитрих; * 4. Februarjul. / 16. Februar 1866greg. in Warschau, Russisch-Polen; † 20. Mai 1933 in Leningrad, Sowjetunion) war ein russischer Architekt, Vertreter der auf dem Jugendstil basierenden Moderne und Hochschullehrer.

## Leben
Ditrich studierte in St. Petersburg am Institut für Zivilingenieure mit Abschluss 1891. Nach dem Studium arbeitete er während der 1890er Jahre auf der Krim. Dann wurde er städtischer Bezirksarchitekt in St. Petersburg. Später war er Leiter der Bauabteilung der Hauptverwaltung für Landwirtschaft und Autor einer Reihe von Bauprojekten für die Landwirtschaftsinstitute  in Woronesch und Kischinew. Sein Projekt für das Omsker Landwirtschaftsinstitut wurde nicht realisiert.

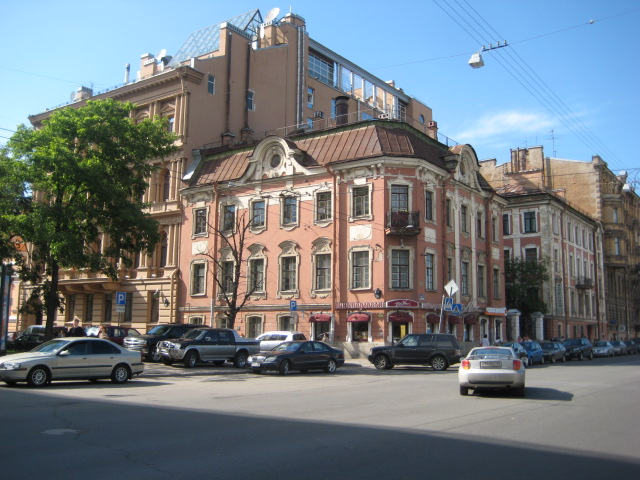
Botkin-Villa, Ecke Furschtadskaja Uliza 62 Potjomkinskaja Uliza 9, St. Petersburg

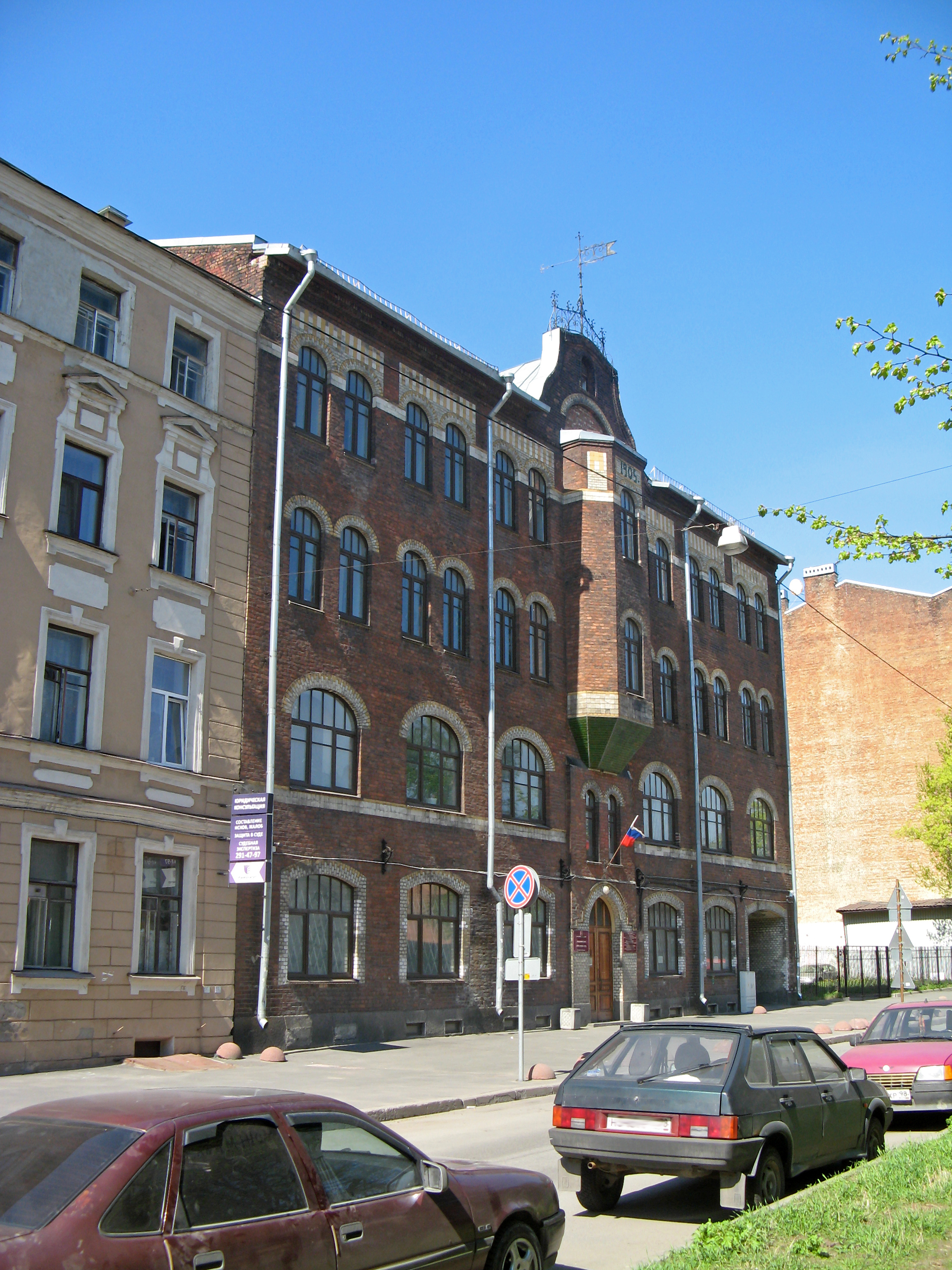
Gebäude der Stebut-Landwirtschaftskurse, Bobruiskaja Uliza 4, St. Petersburg

1900–1901 baute Ditrich zusammen mit Nicolas de Rochefort für das St. Petersburger Bergbau-Institut das Gebäude für ein chemisches Laboratorium. Auch war er an Rocheforts Bau des Palasts in Białowieża (1889–1894) für Alexander III. beteiligt. Für das St. Petersburger Forstinstitut baute Ditrich ein Wohngebäude, einen Wasserturm und die teilweise Aufstockung des Institutsgebäudes. Für den Arzt Sergei Sergejewitsch Botkin, Sohn Sergei Petrowitsch Botkins, baute Ditrich 1903–1905 eine Villa unter Einbeziehung eines vorhandenen Gebäudes. Es folgte 1904 der Umbau der Lwow-Villa (Karawannaja Uliza 22) für S. S. Schlichting. 1909 baute Ditrich das Gebäude Bobruiskaja Uliza 4 speziell für die Stebut-Landwirtschaftskurse für Frauen um. Für den Botanischen Garten der Universität St. Petersburg baute er 1911–1915 ein Bibliotheks- und Herbariumsgebäude (Aptekarski Prospekt 1) und ein Wohngebäude (Uliza Professora Popowa 2). Ein Homöopathie-Sanatorium baute er in Sestrorezk.
Ditrich lehrte am Polytechnischen Institut (Professor ab 1900) und am Institut für Zivilingenieure (Professor ab 1917). Auch war er Architekt und Lehrer am St. Petersburger Forstinstitut und Wirkliches Mitglied des Archäologischen Instituts. 1913 kam er nach Omsk zur Untersuchung vorhandener Gebäude für die Unterbringung des geplanten Landwirtschaftsinstituts.
Nach der Oktoberrevolution war Ditrich 1926–1930 Direktor des Instituts für Zivilingenieure.